# Oates Land

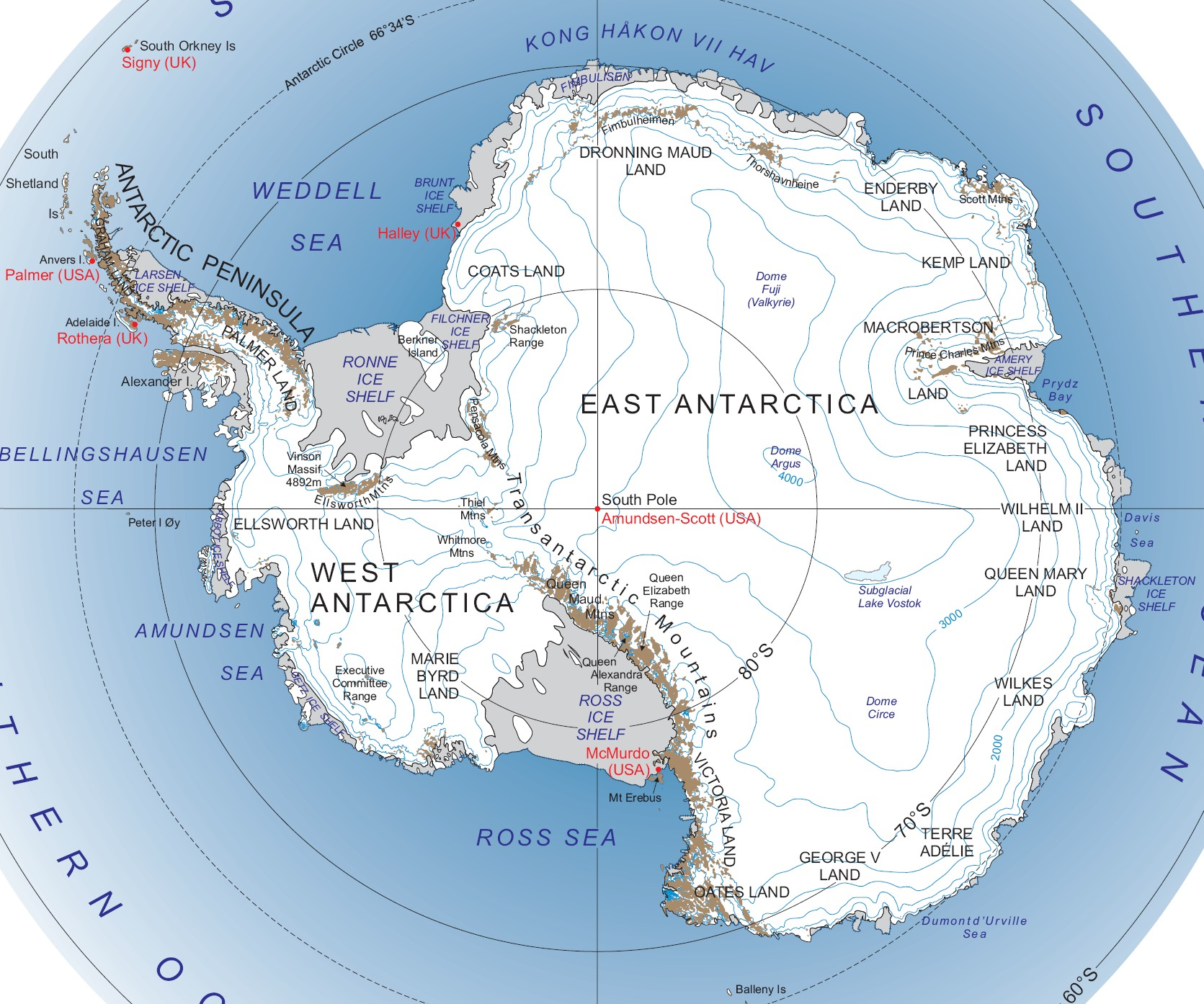
Lägeskarta, Oates Land längst ned på kartan.

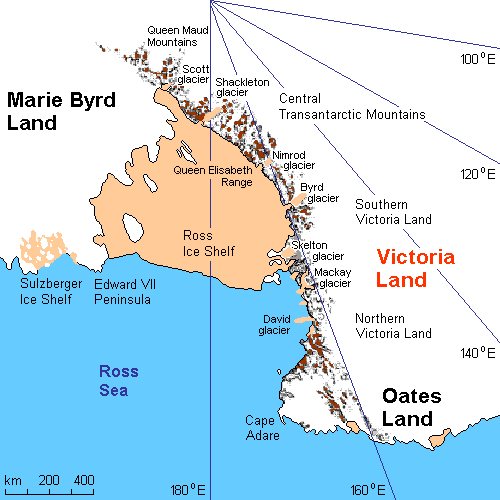
Översiktskarta.

Oates Land (engelska: Oates Land och Oates Coast) är ett landområde i östra Antarktis.

## Geografi
Oates Land ligger i Östantarktis mellan Victoria Land och George V land. Området ligger direkt vid Antarktiska oceanen mellan Cape Williams och Mawsonhalvön. Kusten är cirka 300 km lång och området sträcker sig mellan cirka 155° Ö till 165° Ö.
Området är kuperad och den högsta toppen är Mount Southard med 2 402 m ö.h. Det finns även en rad glaciärer, de största är George glaciären, Lillie glaciären och Zykov glaciären.
Områdets västra del ligger inom Ross Dependency och den östra delen i Australiska Antarktis (Nya Zeelands och Australiens Landanspråk på Antarktis).

## Historia
Oates Lands östra del upptäcktes i februari 1911 av kapten Harry L. Pennell, befälhavare på fartyget "Terra Nova" under Terra Nova expeditionen under ledning av Robert Falcon Scott och namngavs då efter Lawrence Oates.
Oates Lands västra del utforskades från luften åren 1946–1947 under Operation Highjump under ledning av USA:s flotta.
1947 fastställdes det nuvarande namnet av amerikanska "Advisory Committee on Antarctic Names" (US-ACAN, en enhet inom United States Geological Survey).